# Harry Harlow
Pour les articles homonymes, voir Harlow (homonymie).
Harry Frederick Harlow, né le 31 octobre 1905 à Fairfield (Iowa) et mort 6 décembre 1981) à Tucson (Arizona), est un professeur de psychologie à l'université de Madison (Wisconsin). Il est célèbre pour ses expériences d'isolement de bébés singes rhésus, qui soulignent l'importance des relations mère-enfant dans la petite enfance pour un développement normal des enfants et qui contribuent à consolider la théorie de l'attachement initiée par John Bowlby. Ses méthodes sont condamnées par de nombreux défenseurs de la cause animale. Elles ont contribué à l'essor des mouvements de libération des animaux de laboratoire aux États Unis.
Au-delà de ses études controversées sur les bébés singes, Harlow est d'abord un pionnier de la primatologie. Il crée le premier laboratoire d'élevage de primates et invente les protocoles d'hébergement et de soins qui seront reproduits en d'autres lieux. Il fait notamment très attention aux conditions sanitaires des singes entrants pour éviter les épidémies. Il héberge jusqu'à 500 singes dans son laboratoire. Il est un des premiers à tester systématiquement les capacités d'apprentissage, de mémoire et de curiosité des singes, en faisant des modèles utiles des capacités cognitives et comportementales des humains. Il aborde le domaine de la neurologie en recherchant les corrélations entre la localisation des atteintes cérébrales et la perte des capacités cognitives ou comportementales.

## Biographie

### Jeunesse
Harry Frederick Israel est le troisième d'une fratrie de quatre frères nés de Mable Roda Rock et de Alonzo Israel. Il est né et grandit à Fairfield (Iowa). On connait peu de choses de son enfance, sinon que sa mère est peu affectueuse. Il fait une année universitaire à Portland (Oregon), avant d'être admis à l'université Stanford en 1924. Après un semestre catastrophique en Anglais, il s'oriente vers la psychologie. Il travaille sous la supervision de Lewis Terman, qui lui conseille de changer son nom "Israël" en "Harlow", par peur des appréciations négatives que pourraient entrainer son nom alors qu'il n'est pas juif. Harlow soutient sa thèse à Stanford en 1930 sur les capacités cognitives du rat albinos de laboratoire. Tout de suite après sa thèse, il est nommé professeur-assistant de psychologie à l'université de Madison où il est resté 44 ans..

### Le laboratoire des primates
Arrivé à Madison, Harlow demande à l'université un espace de laboratoire pour poursuivre ses recherches sur les capacités cognitives des rats, ce qui lui est refusé. C'est devant l'impossibilité de poursuivre ses recherches sur le rat et sur la suggestion de l'épouse du directeur du département de psychologie qu'il décide de s'intéresser aux singes qui sont hébergés au Zoo Henry Vilas de Madison. Il se rend rapidement compte que les singes et les grands singes ont des capacités mentales bien plus développées que les rats. Ses tests, conçus pour les rats, sont sans intérêt pour les singes. Il lui faut concevoir d'autres tests plus exigeants et créer un laboratoire adapté aux singes. C'est alors que l'université met à sa disposition, en 1932, un pavillon vacant en mauvais état qui a été le Laboratoire des produits forestiers. Il aménage avec ses étudiants et ses maigres ressources (c'est la période de la Grande Dépression) ce qui devient le Laboratoire des primates, le premier du genre au monde. En 1953, le laboratoire des primates est transféré dans un espace plus grand, une ancienne laiterie, et l'élevage des singes rhésus peut être organisé. Il n'y a pas de précédent d'élevage de singes en laboratoire. Harlow et son équipe doivent inventer les aménagements, les dispositions matérielles et les procédures pour que l'animalerie fonctionne et que les singes grandissent en bonne santé. Cette expérience est consignée dans un article qui sert de guide à d'autres laboratoires et même à des zoos,.

### Famille
Harlow se marie en 1932 avec Clara Mears, une de ses plus brillantes étudiantes. Le couple a deux fils, Robert et Richard. Harry et Clara divorcent en 1946 parce que Harry est "workalcoholic". Harlow se remarie la même année avec Margaret Kuenne. Margaret a obtenu un bachelor's degree ainsi qu'un master's degree à l'université de Washington où elle est membre de Phi Beta Kappa, la plus sélecte des fraternités étudiantes. Elle soutient sa thèse de doctorat en psychologie à l'université de l'Iowa en 1944. Sa thèse, dirigée par Kenneth Spence, vise à tester les théories behavioristes de Clark Hull sur les enfants et à envisager comment on pourrait les appliquer aux singes. Avec un tel sujet de thèse, Harlow l'engage comme assistante-professeure de psychologie à l'université de Madison pour mener des recherches sur les enfants en parallèle de ses propres recherches sur les singes.
En raison des règles strictes de l'université sur le népotisme, Margaret doit abandonner son poste de professeur lorsque son mariage avec Harlow est connu de l'administration. Elle peut cependant avoir un poste de chercheuse au laboratoire de son mari. Ils ont deux enfants, Pamela (1950) et Jonathan (1953). Ils habitent dans une maison située à proximité de l'université et du laboratoire des primates. Margaret participe activement à l'activité du laboratoire. Elle retrouve une fonction d'enseignement en 1965 et, en 1970, un poste de professeur en psychologie de l'éducation. Margaret est morte le 11 août 1971 d'un cancer diagnostiqué en 1967. Harlow fait une dépression à l'annonce du cancer de sa femme. En 1972, il se remarie avec sa première femme Clara Mears, qui s'était elle-même remariée et était veuve. Il prend sa retraite deux ans plus tard. Le couple se retiré à Tucson où Harlow, avec l'aide de Clara, continue à écrire des articles scientifiques jusqu'à son dernier gros ouvrage The Human Model, A Primate Perspective. Harry Harlow est mort à Tucson le 6 décembre 1981 et est inhumé au cimetière de Forest Hill à Madison. Clara Mears publie une sélection des articles de Harlow intitulée From learning to love. Elle est morte à Tucson le 13 octobre 1989 à l'âge de 80 ans.

### Caractère
Harlow, enfant, est timide. Jeune homme, il est un bon joueur de tennis et un très bon joueur de bridge. Il a un défaut d'élocution, ce qui présente une difficulté majeure pour parler en public. À la fin de ses études, ses professeurs lui conseillent de briguer un poste de professeur de premier cycle universitaire. Il ne suit pas ces conseils et candidate à l'université de Madison. Il doit faire le cours d'introduction à la psychologie trois fois par semaine devant 300 étudiants : il réussit à vaincre sa timidité et à son défaut de parole, si bien que, par la suite, il devient un remarquable orateur. Il est même un conférencier recherché. Il illustre ses conférences de pointes d'humour et de poèmes de son cru. C'est aussi un écrivain prolifique qui a écrit environ 350 articles et ouvrages. Il aide ses collègues et ses étudiants qui voulaient établir un laboratoire des primates dans une autre université. Il accorde généreusement son temps à ses collègues et étudiants, notamment lors de longues marches qui sont célèbres.
Harry Harlow aime remettre en cause les théories établies. En particulier, il n'est pas d'accord avec la théorie béhavioriste de Kenneth Spence, qui a été le directeur de thèse de son épouse Magaret, et de Clark Hull, qui a commencé sa carrière à l'université de Madison avant de la poursuivre à Yale. Ces professeurs affirment que la pulsion première du nourrisson envers sa mère est la faim et que l'attachement des enfants pour leur mère n'est qu'une pulsion secondaire. Harlow prend un malin plaisir à démolir leur théorie. Lorsqu'il découvre le rôle des poupées-mères de substitution, il choisit de parler "d'amour", terme scientifiquement suspect, et non "d'attachement", terme plus neutre et scientifiquement plus établi.
Il est provocateur et choisit les termes les plus rudes comme "demoiselle de fer » pour désigner ses poupées de fil de fer, "puits de désespoir" pour nommer ses cages d'isolement total. Il a un côté bravache vis-à-vis des critiques de ses expériences d'isolement que certains trouvent cruelles. Dans une interview de 1974, il déclare : « La seule chose qui m'importe est de savoir si les singes font ce qu'il faut pour que je puisse publier. Je n'ai pas d'amour pour eux. D'ailleurs, je n'aime pas les animaux. Je déteste les chats. Je hais les chiens. Comment voulez-vous que j'aime les singes ? »

## Recherche sur les primates adultes (1930-1950)
« Dans les années 1930, Harlow, comme la plupart des primatologues de son époque, n'avait que deux options: soit observer les singes dans un zoo, soit acheter des singes comme des animaux de compagnie pour pouvoir les étudier. Les chercheurs n'avaient aucune expérience de l'élevage des primates, ce qui entrainait une forte mortalité dans les laboratoires. Maintenant, si vous achetez cher des animaux et qu'ils meurent au bout de deux semaines, vous n'allez pas tenir très longtemps. Si vous observez les publications de Harlow pendant ses dix premières années à Madison, vous remarquerez qu'elles sont centrées sur l'apprentissage des orang-outans, des gibbons, des langurs, des rhésus et des capucins. Ce qui veut dire que Harlow a expérimenté de nombreuses espèces de singes. Mais certaines espèces disparaissent des publications au fil du temps et, seuls, les rhésus et les capucins demeurent. Ce sont les deux espèces qui semblent avoir pu survivre dans ce premier laboratoire pendant des mois ou des années. »

Pour pouvoir interroger les singes et explorer leurs capacités d'apprentissage, de compréhension et de mémoire, Harlow met au point un dispositif expérimental nommé le Wisconsin General Test Apparatus (WGTA). Son dispositif permet d'appliquer de nombreux protocoles d'expériences standardisées sur de nombreux singes, ce qui produit des données en nombre qui peuvent être soumises aux statistiques. Avec ses étudiants, Harlow met au point des tests ciblant soit l'intelligence, soit la mémoire. C'est au cours de ces tests qu'Harlow a découvre que les singes ont des (« dispositions pour apprendre » (learning sets) et développent des stratégies pour résoudre les problèmes  qui leur sont soumis, ce qu'il qualifie de stratégies pour « apprendre à apprendre ».
En fait, il est habituel, lorsque l'on procède à des tests de comportement sur des rats, de n'utiliser les rats qu'une seule fois pour éviter les interférences. Mais avec les singes, qui coûtent beaucoup plus cher, Harlow doit réutiliser les mêmes individus dans différentes batteries de tests. Et précisément, il y a des interférences. Harlow s'aperçoit que les singes qui ont travaillé sur certains tests gardent la mémoire de l'expérience et la mettent en œuvre dans le nouveau contexte qu'on leur propose. Ils sont capables d'une certaine abstraction et, en fait, procèdent comme les enfants humains qui apprennent. Il met donc en évidence chez les singes des capacités d'intelligence que l'on pensait réservées aux hommes.
Dans les années 1940, les psychologues les plus célèbres, Kenneth Spence et Clark Hull notamment, professent que les singes sont mus par des réflexes physiologiques et des instincts que l'on pouvaient « conditionner » par des pratiques répétées. Harlow montre que les singes peuvent agir poussés par la curiosité et le désir de manipuler les choses. Ils ne se laissent pas « conditionner » par les tests, ils sont capables de réfléchir à une situation nouvelle pour trouver une solution, par simple intérêt pour le problème, sans attendre de récompense, ce qui permet de comparer leurs réactions avec celles de jeunes sujets humains. Les expériences de Harlow sont citées dans tous les manuels de psychologie. Ces découvertes lui valent d'être élu à l'Académie nationale des sciences des États Unis en 1951.
Parallèlement, Harlow s'engage dans des études neurophysiologiques pour déterminer le rôle des différentes régions du cortex dans les processus de mémorisation et d'apprentissage. Il pratique des ablations de certaines régions du cerveau des singes pour voir, avec sa batterie de tests, quelles fonctions mentales sont altérées. C'est une approche expérimentale originale qui est toujours d'actualité. Harlow et son laboratoire ont été célèbres avant que les recherches sur les effets de la séparation des bébés singes de leur mère ne leur apportent une nouvelle notoriété.

## Recherches sur les bébés macaques rhésus (1951-1974)

### Isolement partiel des bébés singes(1951-1958)
Les recherches sur les capacités d'apprentissage des singes conduisent naturellement Harlow et ses chercheurs à s'intéresser à la manière dont ces capacités apparaissent chez les jeunes singes. Les expériences sur les jeunes étant impossibles à conduire en présence de leur mère, il faut retirer les petits de leur mère et les élever au laboratoire dans des cages individuelles. Les chercheurs jugent qu'ils étaient capables de soigner correctement les bébés singes, sans se poser la question des effets de la séparation et de l'isolement. Mais ils s'aperçoivent rapidement que les bébés singes ont un comportement bizarre : ils ont le regard fixe, ils tournent dans leur cage, ils suçent les doigts de leurs mains et de leurs pieds. De plus ils s'accrochent au tapis, disposé au fond de la cage pour récolter l'urine et les fèces, lorsqu'on voulait le retirer pour en mettre un propre. William Mason, l'étudiant responsable de ces expériences, émet l'hypothèse que le tapis leur sert de doudou. Il confectionne donc des poupées sans tête, avec le même tissu que le tapis du fond de la cage, poupées qu'il donne aux singes, qui les saisissent avec avidité,.

### Poupées substituts de la mère (1955-1961)

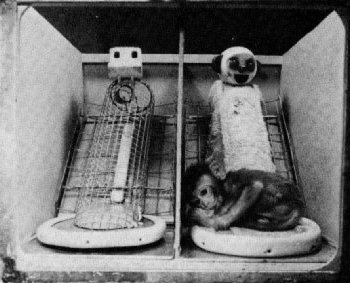
Poupées en fil de fer sans et avec habillage

C'est alors que Harlow a l'idée de mettre une tête sur les poupées, pour en faire des mères de substitution, de façon à savoir si l'amour du bébé singe pour sa mère est motivé par le fait qu'elle lui donne du lait ou par le fait qu'elle est pour lui un abri confortable. Cependant William Mason s'oppose à mettre une tête avec un visage sur ses poupées parce qu'il ne voulait pas aborder l'étude de ce qui pourrait ressembler à de l'affection. Il quitte donc le programme. Un autre étudiant prend la suite.

« Je pense vraiment que l'idée d'ajouter une tête avec un visage à la mère de substitution [...] a permis à Harlow de transformer quelque chose qui était initialement un test de portée théorique en un tout nouveau domaine de recherche qui avait une réelle signification pour les vraies mères et les vrais bébés. »

L'opinion courante dans la bourgeoisie, et donc dans les milieux universitaires, est que l'amour des bébés pour leur mère est purement alimentaire. Cependant, Harlow connait (probablement par son épouse Margaret) le rapport que John Bowlby a écrit pour l'OMS en 1951, Soins maternels et santé mentale, rapport qui attire l'attention sur le caractère indispensable des relations affectueuses des mères pour leurs enfants dans les premières années pour assurer la bonne santé mentale des enfants. Le débat n'est pourtant pas clos. L'idée que le contact physique entre la mère et l'enfant est dangereux pour l'enfant reste vive. Les chercheurs fabriquent donc deux types de poupée : les unes constituées d'un squelette en fil de fer et les autres avec le squelette recouvert de mousse élastique et de tissu éponge. Ils mettent les singes en présence des deux types de poupée, avec un biberon rempli tenu soit par l'une, soit par l'autre. Les bébés singes préfèrent systématiquement la poupée habillée. Quand ils ont faim, ils vont se nourrir auprès de la poupée en fil de fer si c'est elle qui tient le biberon, mais reviennent aussitôt se blottir contre l'autre poupée, habillée. Harlow en conclut que la nécessité de se nourrir n'est pas la motivation principale de l'attachement des bébés singes à leur mère et qu'ils ont avant tout besoin d'un « contact confortable » avec elle pour retrouver un comportement proche de la normale.
Harlow lance une nouvelle série de tests appelés "tests en champ ouvert" ou "tests en situation étrange". Il place les bébés singes dans une pièce en présence de jouets et d'objet divers, avec ou sans leur poupée-mère de substitution. Sans la poupée, les singes restent blotti dans un coin, suçant leur pouce et n'osant pas explorer la pièce. En présence de la poupée, ils se hasardent à explorer timidement et reviennent se blottir contre elle. Après quelques tentatives, ils osent s'éloigner d'elle, en regardant souvent dans sa direction, et osent toucher les objets inconnus. Harlow en déduit que la mère de substitution est « une source de sécurité, une base d'opérations » qui permet au bébé d'explorer les alentours en sécurité.
Cette hypothèse est renforcée par le « test de la peur » : un objet effrayant, par exemple un ours en peluche qui tape sur un tambour. Là encore, en présence de la poupée en fil de der, les singes se tiennent tremblant le plus loin possible de l'objet. En présence de la poupée-mère habillée, après les premiers moments d'effroi, le bébé peut aller jusqu'à toucher, étudier et même attaquer l'ours. Ce comportement confirme l'idée initiale de Bowlby et de Mary Ainsworth que la mère est un refuge pour l'enfant.

« Une des fonctions de la mère réelle, humaine ou primate, et probablement de la mère de substitution, est de fournir au bébé, dans les moments de peur et de danger, un refuge (haven of safety). L'enfant effrayé ou malade s'accroche à sa mère, pas à son père, et cette réponse sélective dans les moments de détresse, de perturbation ou de danger peut être une mesure de la force du lien affectif. »

Harlow présente l'ensemble de ces résultats au 66ème Congrès de l'Association américaine de psychologie, à Washington le 31 août 1958, dans une conférence célèbre intitulée La nature de l'amour. Les conclusions de Harlow sont totalement opposées aux conceptions des behavioristes, les psychologues les plus en vue aux États-Unis à cette époque, pour lesquels les émotions n'ont pas d'importance. L'originalité de ses conclusions vient de ce qu'elles contredisent les conseils habituels donnés aux mères d'éviter une trop grande promiscuité avec leurs bébés sous peine de perturber gravement leur devenir. Harlow propose que lorsqu'une mère donne le sein, le plus important n'est pas la nourriture, le lait, mais le contact physique intime qu'il permet entre elle et son bébé. Il décrit ses expériences comme une étude de l'amour. Il suggère que le « contact confortable » peut aussi être le fait du père. Bien que ces idées soient acceptées aujourd'hui, elles sont révolutionnaires en 1958,.

### Études du comportement des singes isolés partiellement
L'invention de la poupée-mère de substitution permet à Harrow de reprendre ses études comportementales avec des animaux isolés moins stressés que les premiers singes testés. Comparés aux animaux élevés avec leur mère, les bébés isolés sont socialement moins performants. Cependant lorsqu'on les remet ensemble, en l'absence des adultes, les enfants singes jouent entre eux et regagnent des capacités d'interactions sociales normales. Certaines données montrent même que les relations sociales entre pairs sont plus importantes que celles qui régissent la relation mère-enfant. Harlow trouve qu'un des paramètres les plus importants qui détermine le comportement sexuel normal est le jeu entre individus du même âge pendant l'enfance. D'autre part, les femelles élevées en isolement sont dépourvues de comportement maternel envers leurs propres enfants et souvent les maltraitent,.

### Isolement total des bébés singes:le puits de désespoir(1962-1970)
Il est probable que, en plus des études de John Bowlby sur l'attachement, Harlow connaissait aussi les travaux de René Spitz sur les bébés placés en orphelinat,. Au début des années 1960, Harlow commence à étudier les effets psychiques de l'isolement en eux-mêmes. Jusque là, les bébés singes avaient été placés en isolement partiel : ils étaient seuls dans leur cage mais ils étaient en contact visuel et sonore avec leur congénères abrités dans la même pièce. Maintenant, les singes sont placés en isolement complet : seuls dans une cage, sans contact visuel ni sonore avec les congénères, depuis la naissance jusqu'à l'âge de 3 mois, ou de 6 mois ou de 1 an, ou bien entre 6 mois et 1 an. Leur comportement est comparé à celui d'autres bébés singes, soit élevés par leur mère, soit élevés en isolement partiel. Il apparait très vite que les singes complètement isolés ont un comportement sévèrement anormal que les auteurs caractérisent avec les catégories : « protestation », « désespoir » et « détachement » que John Bowlby a établies avec les enfants séparés de leur mère dans leur premier âge,.

« Aucun singe n'est mort pendant la période d'isolement. Cependant, quand ils ont été extraits de l'isolement total, ils étaient dans en état de choc émotionnel caractérisé par des balancements d'avant en arrière et une manière autistique de se recroqueviller sur eux-mêmes. Sur les six singes isolés pendant 3 mois, un a refusé de manger quand il a été relâché et est mort cinq jours plus tard. L'autopsie a conclu à une mort par anorexie émotionnelle [...] Les effets d'un isolement social total pendant 6 mois étaient si dévastateurs et débilitants que l'on supposait qu'un isolement de 12 mois ne pourrait pas produire d'effets pires. Cette hypothèse s'est révélée fausse : 12 mois d'isolement anéantissaient toute sociabilité animale. »

### Re-socialisation des singes isolés (1970-1974)
Vers 1970, Harlow, qui venait de faire une dépression après l'annonce du cancer de son épouse et qui a été soigné à la Mayo Clinic, décide d'utiliser les singes totalement isolés comme modèle de dépression humaine. Il propose à Stephen Suomi d'en faire le sujet de sa thèse de doctorat. Il lui parle de John Bowlby, qu'il connait depuis 1958, et lui confie ses publications sur l'attachement. Le projet consiste à tenter de resocialiser les bébés singes placés à l'isolement total pendant 6 mois en les plaçant avec d'autres singes élevés par leur mère. La tentative n'est pas couronnée de succès. L'isolement total pendant les 6 premiers mois provoque des anomalies sévères dans pratiquement tous les aspects du comportement social. Les isolés, mis en présence de congénères du même âge élevés normalement, ne retrouvent que très partiellement un comportement normal. Lorsque les isolés de 6 mois sont mis en présence de bébés normaux de 3 mois, ils retrouvent un comportement presque normal dans toutes les situations testées,. Ces résultats sont confirmés par d'autres chercheurs qui n'ont pas trouvé de différences entre les isolés réhabilités par le contact avec leurs pairs et les bébés élevés par leur mère alors que les poupées-mères de substitution avaient très peu d'effet.

## Critiques des expériences d'isolement

### Arguments à charge
Les expériences d'isolement total attirent les critiques virulentes des défenseurs des animaux aussi bien pour la façon dont elles ont été menées que pour la manière dont Harlow en parle. Gene Sackett, qui a été étudiant de Harlow et tuteur de Suomi au début des années 1970, et est professeur à l'université de Washington, déclare que les expériences de Harlow ont donné l'élan initial du mouvement de libération des animaux aux États Unis, People for Ethical Treatment of Animals (PETA). Suomi, qui a succédé à Harlow comme professeur de psychologie à l'université de Madison avant de participer aux programmes de recherches du National Institute of Health, est critiqué par PETA et des membres du Congrès des États-Unis,. William Mason, un autre de ses doctorants, qui a continué les expériences après avoir quitté Madison, considère que Harlow « poursuivait ses expériences jusqu'au point où il était clair pour beaucoup de monde qu'elles violaient les sensibilités communes et que quiconque avait le moindre respect pour la vie trouvait cela choquant,. » Bien qu'une loi de protection des animaux existe en Grande-Bretagne depuis 1876, ce n'est qu'à partir de 1960 que les premiers projets de loi pour protéger les animaux sont présentés au Congrès des États-Unis. La loi Animal Welfare Act est promulguée en 1966.

### Arguments en défense
Harlow est persuadé que l'étude du comportement des singes pouvait donner des informations utiles sur le comportement des humains, informations qu'il n'était pas possible d'obtenir avec des rongeurs et qu'il n'était pas possible d'obtenir non plus avec des sujets humains pour des raisons pratiques ou éthiques. En particulier, il était exclu de conduire certaines expériences avec les enfants parce que les parents ou les instituteurs s'y opposeraient. Harlow a donc réalisé qu'il était possible d'obtenir beaucoup plus d'informations avec des singes que nous ne pourrions en tirer avec des individus humains.
Harlow reconnait que ce sont les écrits de John Bowlby qui l'ont conduit à s'intéresser aux problèmes d'attachement des bébés singes pour leur mère. Il avoue à Suomi que « c'est réellement Bowlby qui m'a lancé sur ce sujet ». « Si vous voulez poursuivre les études sur la dépression, partez de Spitz et Bowlby ». À partir du moment où Harlow et Bowlby se sont rencontrés régulièrement, au début des années 1960, aux Symposiums Ciba, Bowlby s'est beaucoup intéressé aux recherches de Harlow sur les singes, se rendant compte qu'il pouvait faire des expériences que lui, Bowlby, ne pouvait pas faire sur les enfants. Les observations sur les singes complètent celles qui ont été faites sur les enfants. Il n'y avait donc pas lieu d'opposer le bon médecin, Bowlby, à Harlow, le vilain bourreau des animaux.
Deborah Blum, journaliste, qui a pourtant été très critique du travail de Harlow, reconnait qu'il a été le premier psychologue à s'être intéressé à l'étude des sentiments d'amour et d'affection.

Harlow lui-même justifiait ainsi sa démarche : 

« En raison de sa nature intime et personnelle, l'amour est considéré par certains comme un sujet inapproprié pour la recherche expérimentale. Mais, quels que soient nos sentiments personnels, notre mission, assignée en tant que psychologues, est d'analyser toutes les facettes du comportement humain et animal [...] En matière d'amour ou d'affection, les psychologues ont échoués dans cette mission. Le peu que nous savons sur l'amour ne dépasse pas la simple observation, et le peu que nous en écrivons a été mieux écrit par des poètes ou des romanciers. Mais le plus préoccupant est le fait que les psychologues ont tendance à accorder de moins en moins d'attention à une motivation qui imprègne toute notre vie,. »

Et :

« Si mes travaux [ont permis d'aider] un million de bébés humains, je ne peux vraiment pas m'inquiéter outre mesure pour dix singes. »

Frans de Waal, professeur d'éthologie des primates au département de psychologie de l'université Emory d'Atlanta, écrit : « Harry Harlow, dont le nom est devenu synonyme d'expériences cruelles sur les singes, a en fait contribué à mettre fin aux pratiques cruelles d'éducation des enfants, ».

## Postérité

### Attachement entre pairs
La théorie de l'attachement est établie à partir de l'observation des conséquences négatives sur les enfants des carences en amour maternel pendant les premières années. Les travaux de Harlow montrent que les interactions sociales avec les jeunes du même âge, le jeu, le contact physique, ont aussi un caractère bénéfique sur leur équilibre psychologique. Cette recherche a beaucoup intéressé John Bowlby. À un congrès de psychologie à New York, en 1975, Suomi fait une présentation sur l'influence des relations autres que maternelles sur la santé mentale des enfants. Après sa présentation, Bowlby vient le voir et lui dit : « Les relations développées par ces jeunes singes élevés ensemble m'intéressent beaucoup. Que peuvent-elles nous apprendre sur l'attachement ? En quel sens peut-on les considérer comme des substituts des relations avec la mère ? Sont-elles différentes des relations ordinaires des jeunes entre eux dans les conditions normales? »

### Impacts neurophysiologiques de l'isolement
Quand Harlow compare les singes élevés soit en présence d'une poupée-mère en fil de fer, soit en présence d'une poupée-mère habillée, il constate que, si tous les singes grandissent et prennent normalement du poids, ceux qui sont "élevés" en présence d'une poupée en fil de fer digèrent mal le lait et ont souvent la diarrhée. Harlow en déduit que l'absence d'une mère "confortable" provoque un stress psychologique qui perturbe la digestion et, peut-être, d'autres fonctions physiologiques. Il est conscient des interactions entre la biochimie et le comportement. Il organise, en 1958, un symposium sur le sujet avec son confrère Clinton Wolsey, professeur de neurophysiologie à Madison. Ce domaine a connu un développement important.
Des travaux récents montrent que les contacts physiques entre enfants sont essentiels pour la bonne santé mentale et que la privation de contact est désastreuse,,,.

## Publications
- (en) Harry F. Harlow, « The Nature of Love », American Psychologist, vol. 13, no 12,‎ 1958, p. 673-685 (DOI 10.1037/h0047884, lire en ligne)
- (en) Harry F. Harlow, Robert O. Dodsworth et Margaret K. Harlow, « Total social isolation in monkeys », PNAS, vol. 54, no 1,‎ juillet 1965, p. 90–97 (DOI 10.1073/pnas.54.1.90, lire en ligne)
- (en) Harry F. Harlow, John P. Gluck et Stephen J. Suomi, « Generalization of behavioral data between nonhuman and human animals », American Psychologist, vol. 27, no 8,‎ 1972, p. 709–716 (DOI 10.1037/h0033109)